# Peggy Seeger
Peggy Seeger (* 17. června 1935 New York) je americká zpěvačka a banjistka. Jejím otcem byl muzikolog Charles Seeger a matkou jeho druhá manželka, skladatelka Ruth Crawford Seeger. Její bratři Mike Seeger a Pete Seeger se rovněž věnovali hudbě. V letech 1977 až 1989, kdy zemřel, byl jejím manželem hudebník Ewan MacColl. Své první sólové album nazvané Folksongs of Courting and Complaint vydala v roce 1955. Následovala řada dalších. Rovněž nahrála řadu alb se svým manželem. Rovněž se věnovala pedagogické činnosti na Northeastern University.